# Duits handbalteam (mannen)
Het Duits handbalteam is het nationale team van Duitsland voor mannen. Het team vertegenwoordigt de Deutscher Handballbund.

## Resultaten

### Olympische Spelen
| Jaar   | Resultaat               | GS                      | W                       | G                       | V                       | DV                      | DT                      |
| ------ | ----------------------- | ----------------------- | ----------------------- | ----------------------- | ----------------------- | ----------------------- | ----------------------- |
| 1936   | 1                       | 5                       | 5                       | 0                       | 0                       | 96                      | 19                      |
| 1972   | 6                       | 6                       | 2                       | 1                       | 3                       | 82                      | 89                      |
| 1976   | 4                       | 6                       | 4                       | 0                       | 2                       | 115                     | 97                      |
| 1980   | Niet gekwalificeerd     | Niet gekwalificeerd     | Niet gekwalificeerd     | Niet gekwalificeerd     | Niet gekwalificeerd     | Niet gekwalificeerd     | Niet gekwalificeerd     |
| 1984   | 2                       | 6                       | 5                       | 0                       | 1                       | 131                     | 113                     |
| 1988   | Niet gekwalificeerd     | Niet gekwalificeerd     | Niet gekwalificeerd     | Niet gekwalificeerd     | Niet gekwalificeerd     | Niet gekwalificeerd     | Niet gekwalificeerd     |
| 1992   | 10                      | 6                       | 1                       | 1                       | 4                       | 116                     | 123                     |
| 1996   | 7                       | 6                       | 4                       | 0                       | 2                       | 144                     | 128                     |
| 2000   | 5                       | 8                       | 5                       | 1                       | 2                       | 203                     | 180                     |
| 2004   | 2                       | 8                       | 5                       | 0                       | 3                       | 216                     | 181                     |
| 2008   | 9                       | 5                       | 2                       | 1                       | 2                       | 126                     | 130                     |
| 2012   | Niet gekwalificeerd     | Niet gekwalificeerd     | Niet gekwalificeerd     | Niet gekwalificeerd     | Niet gekwalificeerd     | Niet gekwalificeerd     | Niet gekwalificeerd     |
| 2016   | 3                       | 8                       | 6                       | 0                       | 2                       | 246                     | 216                     |
| 2020   | 6                       | 6                       | 3                       | 0                       | 3                       | 172                     | 162                     |
| 2024   | Toekomstige evenementen | Toekomstige evenementen | Toekomstige evenementen | Toekomstige evenementen | Toekomstige evenementen | Toekomstige evenementen | Toekomstige evenementen |
| Totaal | 10/14                   | 64                      | 39                      | 4                       | 21                      | 1473                    | 1276                    |

### Wereldkampioenschappen
| Jaar   | Resultaat                     | GS                            | W                             | G                             | V                             | DV                            | DT                            |
| ------ | ----------------------------- | ----------------------------- | ----------------------------- | ----------------------------- | ----------------------------- | ----------------------------- | ----------------------------- |
| 1938   | 1                             | 3                             | 3                             | 0                             | 0                             | 23                            | 9                             |
| 1954   | 2                             | 4                             | 3                             | 0                             | 1                             | 61                            | 30                            |
| 1958   | 3                             | 4                             | 3                             | 0                             | 1                             | 149                           | 70                            |
| 1961   | 4                             | 6                             | 4                             | 0                             | 2                             | 107                           | 64                            |
| 1964   | 4                             | 6                             | 3                             | 1                             | 2                             | 96                            | 86                            |
| 1967   | 6                             | 5                             | 3                             | 0                             | 2                             | 158                           | 139                           |
| 1970   | 5                             | 6                             | 5                             | 0                             | 1                             | 88                            | 81                            |
| 1974   | 9                             | 6                             | 4                             | 0                             | 2                             | 126                           | 100                           |
| 1978   | 1                             | 6                             | 4                             | 2                             | 0                             | 105                           | 86                            |
| 1982   | 7                             | 7                             | 4                             | 1                             | 2                             | 128                           | 123                           |
| 1986   | 7                             | 7                             | 4                             | 0                             | 3                             | 134                           | 135                           |
| 1990   | Niet gekwalificeerd           | Niet gekwalificeerd           | Niet gekwalificeerd           | Niet gekwalificeerd           | Niet gekwalificeerd           | Niet gekwalificeerd           | Niet gekwalificeerd           |
| 1993   | 6                             | 7                             | 3                             | 2                             | 2                             | 154                           | 154                           |
| 1995   | 4                             | 9                             | 7                             | 0                             | 2                             | 221                           | 184                           |
| 1997   | Niet gekwalificeerd           | Niet gekwalificeerd           | Niet gekwalificeerd           | Niet gekwalificeerd           | Niet gekwalificeerd           | Niet gekwalificeerd           | Niet gekwalificeerd           |
| 1999   | 5                             | 9                             | 8                             | 0                             | 1                             | 244                           | 182                           |
| 2001   | 8                             | 8                             | 3                             | 1                             | 4                             | 233                           | 189                           |
| 2003   | 2                             | 9                             | 7                             | 1                             | 1                             | 306                           | 219                           |
| 2005   | 9                             | 9                             | 5                             | 1                             | 3                             | 323                           | 232                           |
| 2007   | 1                             | 10                            | 9                             | 0                             | 1                             | 304                           | 260                           |
| 2009   | 5                             | 8                             | 4                             | 2                             | 2                             | 232                           | 202                           |
| 2011   | 11                            | 7                             | 5                             | 0                             | 4                             | 268                           | 246                           |
| 2013   | 5                             | 7                             | 5                             | 0                             | 2                             | 200                           | 176                           |
| 2015   | 7                             | 9                             | 6                             | 1                             | 2                             | 250                           | 221                           |
| 2017   | 9                             | 6                             | 5                             | 0                             | 1                             | 170                           | 128                           |
| 2019   | 4                             | 10                            | 6                             | 2                             | 2                             | 269                           | 237                           |
| 2021   | 12                            | 6                             | 3                             | 1                             | 2                             | 163                           | 122                           |
| 2023   | Kwalificatie                  | Kwalificatie                  | Kwalificatie                  | Kwalificatie                  | Kwalificatie                  | Kwalificatie                  | Kwalificatie                  |
| 2025   | Kwalificatie                  | Kwalificatie                  | Kwalificatie                  | Kwalificatie                  | Kwalificatie                  | Kwalificatie                  | Kwalificatie                  |
| 2027   | Gekwalificeerd als thuisland. | Gekwalificeerd als thuisland. | Gekwalificeerd als thuisland. | Gekwalificeerd als thuisland. | Gekwalificeerd als thuisland. | Gekwalificeerd als thuisland. | Gekwalificeerd als thuisland. |
| Totaal | 25/30                         | 159                           | 107                           | 13*                           | 39                            | 4019                          | 3228                          |

### Europese kampioenschap
| Jaar   | Resultaat                     | GS                            | W                             | G                             | V                             | DV                            | DT                            |
| ------ | ----------------------------- | ----------------------------- | ----------------------------- | ----------------------------- | ----------------------------- | ----------------------------- | ----------------------------- |
| 1994   | 9                             | 6                             | 2                             | 1                             | 3                             | 135                           | 131                           |
| 1996   | 8                             | 6                             | 1                             | 1                             | 4                             | 131                           | 135                           |
| 1998   | 3                             | 7                             | 5                             | 0                             | 2                             | 177                           | 159                           |
| 2000   | 9                             | 6                             | 1                             | 2                             | 3                             | 129                           | 136                           |
| 2002   | 2                             | 8                             | 5                             | 1                             | 2                             | 201                           | 188                           |
| 2004   | 1                             | 8                             | 6                             | 1                             | 1                             | 244                           | 208                           |
| 2006   | 5                             | 7                             | 5                             | 1                             | 1                             | 223                           | 193                           |
| 2008   | 4                             | 8                             | 4                             | 0                             | 4                             | 224                           | 224                           |
| 2010   | 10                            | 6                             | 1                             | 2                             | 3                             | 157                           | 165                           |
| 2012   | 7                             | 6                             | 2                             | 1                             | 3                             | 156                           | 156                           |
| 2014   | Niet gekwalificeerd           | Niet gekwalificeerd           | Niet gekwalificeerd           | Niet gekwalificeerd           | Niet gekwalificeerd           | Niet gekwalificeerd           | Niet gekwalificeerd           |
| 2016   | 1                             | 8                             | 7                             | 0                             | 1                             | 223                           | 200                           |
| 2018   | 9                             | 6                             | 2                             | 2                             | 2                             | 156                           | 145                           |
| 2020   | 5                             | 8                             | 6                             | 0                             | 2                             | 232                           | 202                           |
| 2022   | Gekwalificeerd                | Gekwalificeerd                | Gekwalificeerd                | Gekwalificeerd                | Gekwalificeerd                | Gekwalificeerd                | Gekwalificeerd                |
| 2024   | Gekwalificeerd als thuisland. | Gekwalificeerd als thuisland. | Gekwalificeerd als thuisland. | Gekwalificeerd als thuisland. | Gekwalificeerd als thuisland. | Gekwalificeerd als thuisland. | Gekwalificeerd als thuisland. |
| Totaal | 15/16                         | 95                            | 48                            | 13*                           | 34                            | 2544                          | 2398                          |